# Дар-эс-Салам
Дар-эс-Сала́м (суахили и англ. Dar es Salaam; араб. دار السلام‎, Dār as-Salām) — крупнейший город Танзании. Самый богатый город страны и важный экономический центр. Административный центр области Дар-эс-Салам. По данным на 2016 год, численность населения города Дар-эс-Салам составляет 4 715 000 человек.
Город расположен на восточном побережье Африки, на берегу Индийского океана. Является крупнейшим портом Танзании и одним из самых крупных портов на восточном побережье Африки. Хотя Дар-эс-Салам уступил в 1993 году официальный статус столицы государства Додоме, он по-прежнему является местом расположения правительства.

## История

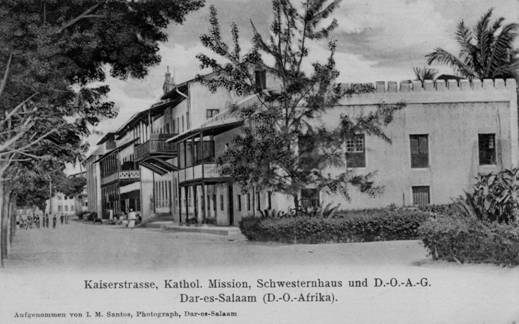
Кайзерштрассе, Дар-эс-Салам, Германская Восточная Африка, 1905 год.

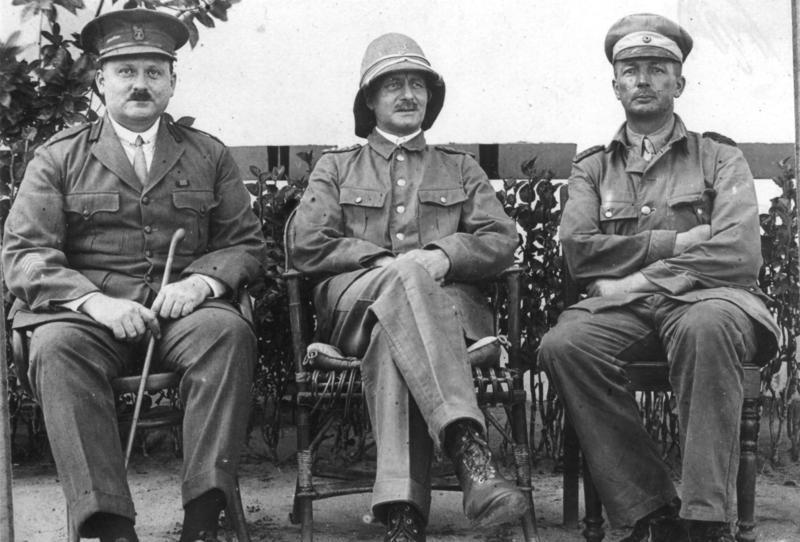
Слева направо: английский офицер, Пауль Эмиль фон Леттов-Форбек, майор Георг Краут. Дар-эс-Салам, март 1919 года.

В XIX веке на побережье Индийского океана существовала рыбацкая деревня Мзизима, вблизи которой проходил морской путь. В 1859 году Альберт Роше из Гамбурга стал первым европейцем, который высадился в Мзизиме (здоровый город, бывшее название Дар-эс-Салама).
В 1862 году Маджид ибн Саид, султан Занзибара, решил построить город на морском побережье. Первым делом он начал строительство дворца, который так и остался недостроенным. В 1865 или 1866 году Маджид ибн Саид приступил к строительству города близ Мзизимы и назвал его Дар-эс-Саламом. Название можно перевести как «гавань мира» или «дом мира», название происходит от персидского/арабского слова bandar, что означает «гавань» или арабского dar, что переводится как «дом» и арабского es salaam (род пад. «мира»). В 1871 году Маджид ибн Саид умер, и осуществление проекта было прекращено. В 1876 году Вильям Маккиннон начал строительство железной дороги от Дар-эс-Салама до озера Виктория, желая сделать город важным морским портом. Однако проект закончился полным провалом. В 1887 году основатель Германской Восточно-Африканской компании Карл Петерс захватил пляж, в том же году компания открыла в городе свой офис. За этим последовали столкновения с арабами, к 1889 году немцы полностью овладели их поселением. В 1891 году город стал административным центром колонии Германская Восточная Африка. В 1902 году в порту был построен плавучий док. В 1907 году Дар-эс-Салам стал отправной точкой Центральной железной дороги. В 1916 году был захвачен англичанами. В 1934 году в городе основан Национальный музей.
После Второй мировой войны город стал стремительно расти. В декабре 1961 года Танганьика обрела независимость, Дар-эс-Салам стал её столицей и продолжал являться ею вплоть до 1964 года, когда Танганьика и Занзибар образовали государство Танзания. В 1973 году было предложено перенести столицу в Додому, расположенную в центральной части Танзании, но перенос до конца ещё не завершён.
В 1970 году в Дар-эс-Саламе основан Национальный университет Танзании с факультетами юридических, гуманитарных, социальных наук, медицинским, сельскохозяйственным и другими. Создан целый университетский городок. Специалистов также готовят в ряде колледжей.
В 1996 году Национальная ассамблея Танзании переехала в Додому, однако бо́льшая часть правительственных учреждений до настоящего времени находится в Дар-эс-Саламе. В 1998 году здание посольства США подверглось нападению террористов, в результате чего десять (по другой версии одиннадцать) танзанийцев были убиты, другие ранены.

## Население
| Год  | Численность населения |
| ---- | --------------------- |
| 1927 | 25 000                |
| 1950 | 70 000                |
| 1976 | 517 000               |
| 1988 | 1 360 850             |
| 2002 | 2 487 288             |
| 2012 | 4 364 541             |

Коренное население города: зарамо. Со скоростью роста населения 4,39 % в год, город стал одним из самых быстрорастущих в мире и третьим по скорости роста в Африке после Бамако и Лагоса.

## Климат
Климат субэкваториальный. Интересной особенностью является два сухих и два влажных сезона в течение года. Главный влажный сезон длится с марта по май, затем наступает долгий сухой сезон с июня по конец октября, в течение которого осадки выпадают сравнительно редко. Затем наступает второй влажный сезон, который длится ноябрь и декабрь. Интенсивность дождей в нём меньше, чем в главном влажном сезоне. После этого в январе и феврале длится сухой сезон, однако в течение его тоже бывают осадки, хотя их меньше.
Колебания температуры воздуха всё же имеются: июль (самый холодный месяц) на 5 °C холоднее февраля, самого тёплого месяца. Наиболее высокие температуры также фиксируются в феврале и марте, хотя температура никогда не поднималась выше +39 °C и не опускалась ниже +11 °C.
| Показатель                                      | Янв. | Фев. | Март | Апр. | Май  | Июнь | Июль | Авг. | Сен. | Окт. | Нояб. | Дек. | Год  |
| ----------------------------------------------- | ---- | ---- | ---- | ---- | ---- | ---- | ---- | ---- | ---- | ---- | ----- | ---- | ---- |
| Абсолютный максимум, °C                         | 35,8 | 38,1 | 39,2 | 35,7 | 35,6 | 36,8 | 35,0 | 34,4 | 33,3 | 35,0 | 35,0  | 35,0 | 39,2 |
| Средний суточный максимум, °C                   | 31,3 | 32,2 | 31,3 | 30,1 | 29,4 | 28,6 | 28,4 | 28,8 | 30,0 | 30,5 | 30,9  | 31,1 | 30,2 |
| Средняя температура, °C                         | 27,8 | 28,0 | 27,3 | 26,1 | 25,3 | 24,0 | 23,3 | 23,6 | 24,4 | 25,5 | 26,6  | 27,4 | 25,8 |
| Средний суточный минимум, °C                    | 24,8 | 24,3 | 23,9 | 23,0 | 21,9 | 20,1 | 19,0 | 19,0 | 19,2 | 20,9 | 22,4  | 24,0 | 21,9 |
| Абсолютный минимум, °C                          | 16,8 | 16,7 | 17,0 | 16,8 | 15,5 | 14,0 | 12,4 | 10,8 | 12,0 | 15,0 | 15,6  | 16,0 | 10,8 |
| Норма осадков, мм                               | 57   | 57   | 150  | 217  | 175  | 34   | 21   | 28   | 19   | 69   | 100   | 113  | 1038 |
| Температура воды, °C                            | 26   | 26   | 26   | 26   | 25   | 25   | 25   | 24   | 24   | 24   | 25    | 25   | 25   |
| Источник: Погода и Климат, Туристический портал |      |      |      |      |      |      |      |      |      |      |       |      |      |

## Архитектура

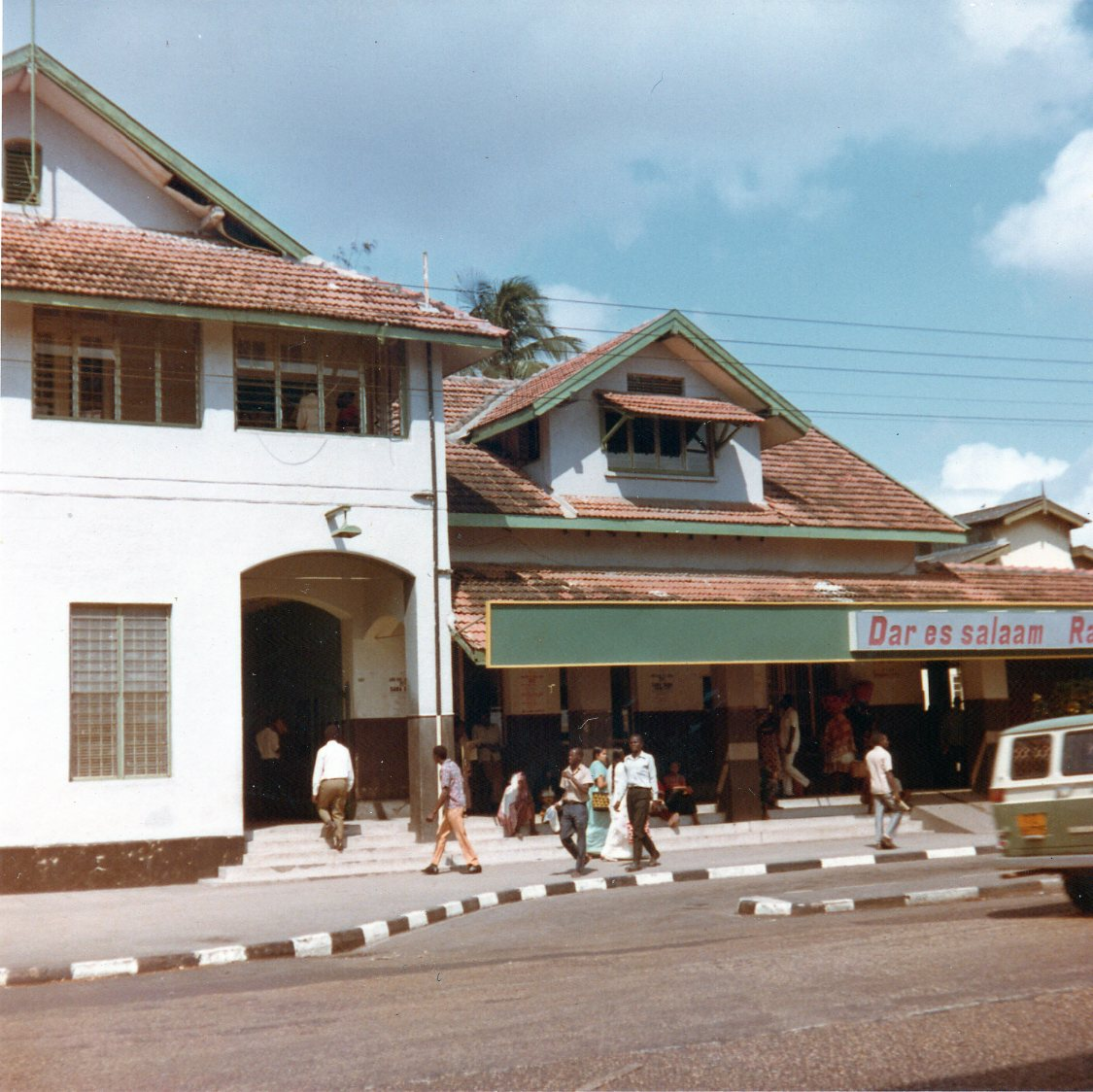
Железнодорожная станция Дар-эс-Салам, 1973 год

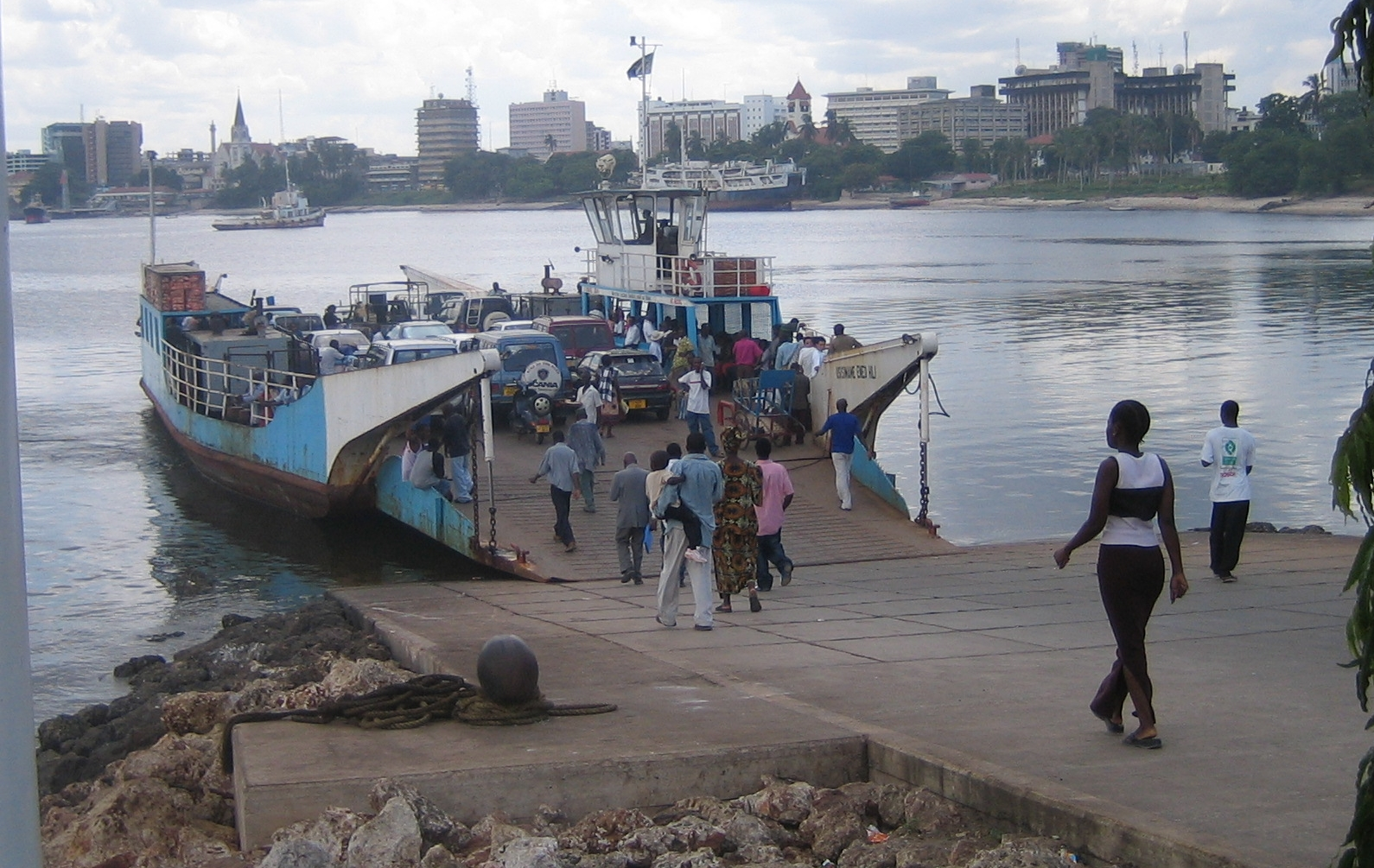
Гавань в Дар-эс-Саламе

Бо́льшая часть зданий отражает эпоху колониального прошлого. Они построены в различных архитектурных стилях, в том числе в суахили, английском, немецком и азиатском. В результате модернизации и расширения здания стали многоэтажными и приобрели современный облик, в том числе больничный комплекс, технический институт и здание высокого суда. Из образовательных учреждений в городе расположен университет Дар-эс-Салама, построенный в 1961 году, ряд библиотек, научно-исследовательские институты и национальный музей.
Здание Benjamin William Mkapa Pension Tower наряду с ещё двадцатью одним зданием является одним из самых высоких небоскрёбов города и страны.

## Экономика
Через закрытый порт, расположенный в пригороде, экспортируется сельскохозяйственная продукция и полезные ископаемые. Порт обслуживает внутриконтинентальные страны Уганду, Руанду, Бурунди, Демократическую Республику Конго, Замбию и Малави. Также является перевалочным пунктом на реке Конго, до судоходной части которой, Луалабы (Конго-река) можно добраться по железной дороге. Город является конечной станцией железнодорожной ветки до Кигомы (город в Танзании), расположенной к западу на озере Танганьика, и Мванзы (город в Танзании), расположенной к северо-западу на озере Виктория. Порт города связан Танзамской железной дорогой (железная дорога в Восточной Африке, связавшая порт Дар-эс-Салам на океанском побережье Танзании с городом Капири-Мпоши (действует с 1975 года) с Замбией (Капири-Мпоши (англ. Kapiri Mposhi)) — город в замбийской Центральной провинции. В центральной Замбии). Международный аэропорт Дар-эс-Салама совершает внутренние и международные рейсы. Благодаря живописной гавани, красивым пляжам и процветающей ночной жизни, город превратился в популярное место отдыха туристов. В городе производятся мыло, краски, сигареты, пищевые продукты, текстиля, обувь, изделия из металла, стекла, древесины.
В Дар-эс-Саламе расположена штаб-квартира национальной авиакомпании Air Tanzania.

## Образование

### Высшее образование
В городе работает несколько университетов, включая Университет Дар-эс-Салама, Университет Ардхи (Ардха означает «половина») и ряд других.

## Города-побратимы
- Самсун (2007)[19];
- Гамбург (2010)[20];